# Organización para la Reconstrucción del Partido Comunista (marxista-leninista)
La Organización para la Reconstrucción del Partido Comunista (marxista-leninista) (ORPC(ml)) (en portugués Organização para a Reconstrução do Partido Comunista (Marxista-Leninista)) fue un grupo político comunista de Portugal fundado en 1975 y dirigido por Fransisco Martins Rodrigues.
En 1976 la ORPC(ml) se unió a la Organización Comunista Marxista-Leninista Portuguesa y al Comité Marxista-Leninista Portugués para formar el Partido Comunista Portugués (reconstituido).

## Órgano de expresión
La ORPC(ml) publicaba Causa Obrera (en portugués: Causa Operária)